# Řád osvoboditele
Řád osvoboditele (španělsky: Orden del Libertador) bylo v letech 1880 až 2010 nejvyšší státní vyznamenání Venezuely. Řád byl udílen za služby státu, za vynikající zásluhy a činy vykonané pro komunitu. Velmistrem řádu byl prezident Venezuely, který měl právo během svého funkčního období nosit řádový řetěz. Měl také výhradní právo udílet vyznamenání při dodržení příslušného zákona.

## Historie
Řád byl založen Antoniem Guzmánem Blancem dne 14. září 1880. Navazoval na Čestnou medaili Busty osvoboditele, která byla založena za prezidenta José Gregoria Monagase dne 11. března 1854 a na Řád osvoboditelů, který založil v roce 1813 Simón Bolívar. Čestná medaile Busty osvoboditele byla založena dekretem č. 867. Udílena byla generálům a důstojníkům za významné služby Venezuele. Na přední straně medaile byl portrét osvoboditele a na zadní straně státní znak Venezuely. Medaile byla zavěšena na modré stuze.
Zákon o založení Řádu osvoboditele byl schválen 26. dubna 1881 Národním shromážděním Venezuely. Později byl řád několikrát reformován. Stalo se tak 29. prosince 1881, 24. června 1903, 19. června 1912 a 26. června 1915. Znovu byl řád reformován za vlády prezidenta Juana Vicenta Gómeze v 12. června 1922. V roce 1922 byla k řádu přidána třída řetězu. V roce 1996 řád reformoval prezident Hugo Chávez. Ten v novém zákonu, který zrušil zákon platný od roku 1922, vynechal jakékoliv zmínky o původu řádu, a tak již řád nebyl nadále odvozován ani od Bolívarova Řádu osvoboditelů.
Dne 6. dubna 2010 rozhodlo Národní shromáždění Venezuely o zrušení řádu a o jeho nahrazení nově vytvořeným Řádem osvoboditelů Venezuely, který přímo obnovuje řád založený Bolívarem v roce 1813, který byl založen k ocenění účastníků tažení Campaña Admirable.

## Insignie
Řádový odznak má podobu oválného medailonu obklopeného 30 paprsky, které z něj vycházejí. V zlatém medailonu je portrét generála Simóna Bolívara. Medailon je ohraničen modře smaltovaným oválem se zlatým nápisem SIMON BOLIVAR a se dvěma zlatými skříženými dubovými větvičkami ve spodní části. Na zadní straně je státní znak Venezuely v nesmaltované podobě.
Řádový řetěz se skládá ze dvou zlatých řetízků o délce 64 a 56 cm. Mezi řetízky jsou střídavě umístěny dva typy článků. Prvním z nich je zlatý státní znak Venezuely lemovaný zeleně smaltovaným vavřínovým věncem. Druhým typem článku je reliéfní monogram osvoboditele SB. Písmena jsou červeně a modře smaltovaná.
Řádová hvězda se svým vzhledem podobá řádovému odznaku. Má podobu osmicípé stříbrné hvězdy s medailonem s portrétem Simóna Bolívara. K řádovým insigniím patří od roku 1881.

Stuhu řádu tvoří tři stejně široké pruhy v barvách státní vlajky. Zleva doprava je to červená, modrá a žlutá.

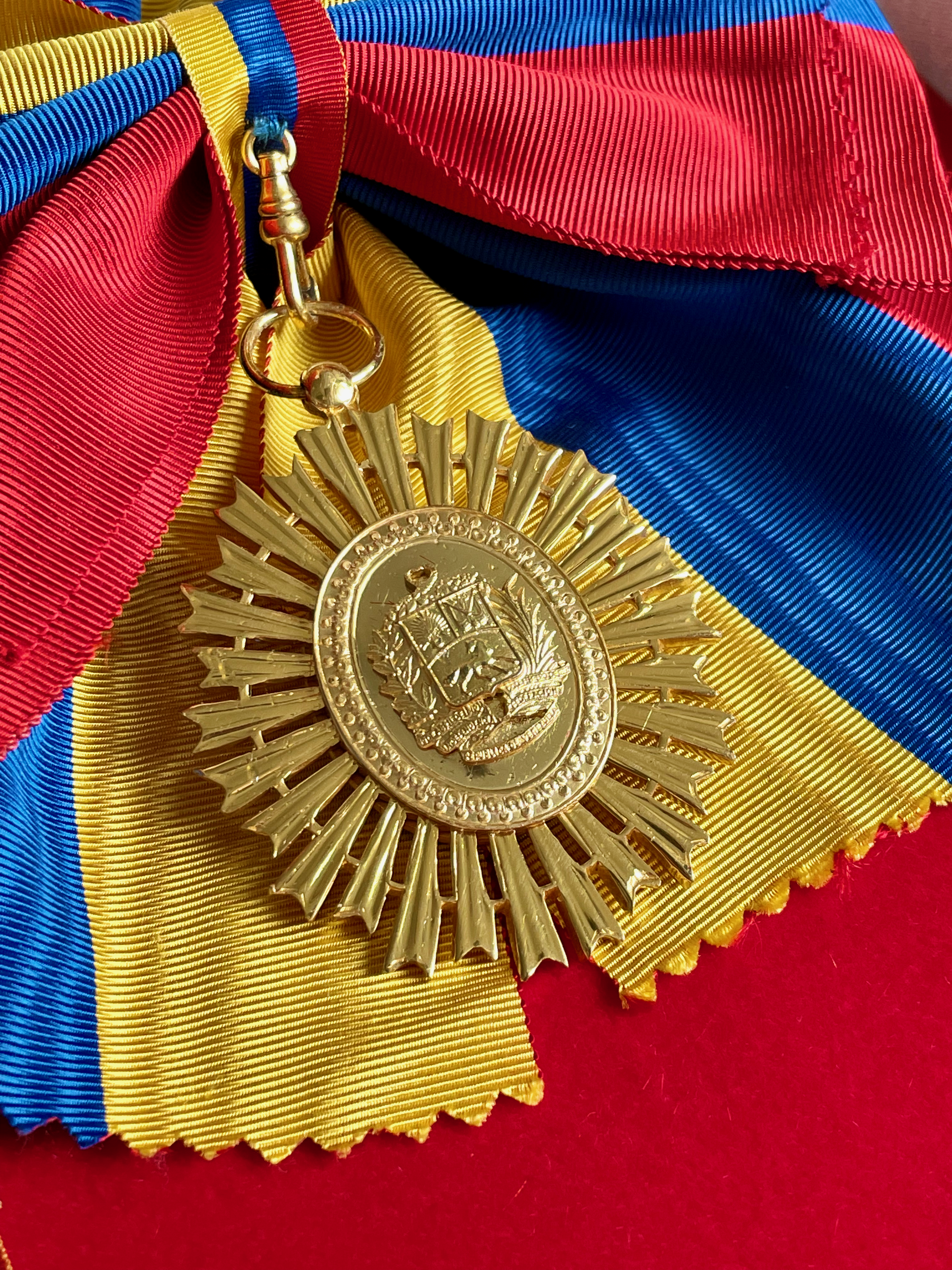
Řádová insignie ve třídě velkokříže, zadní strana
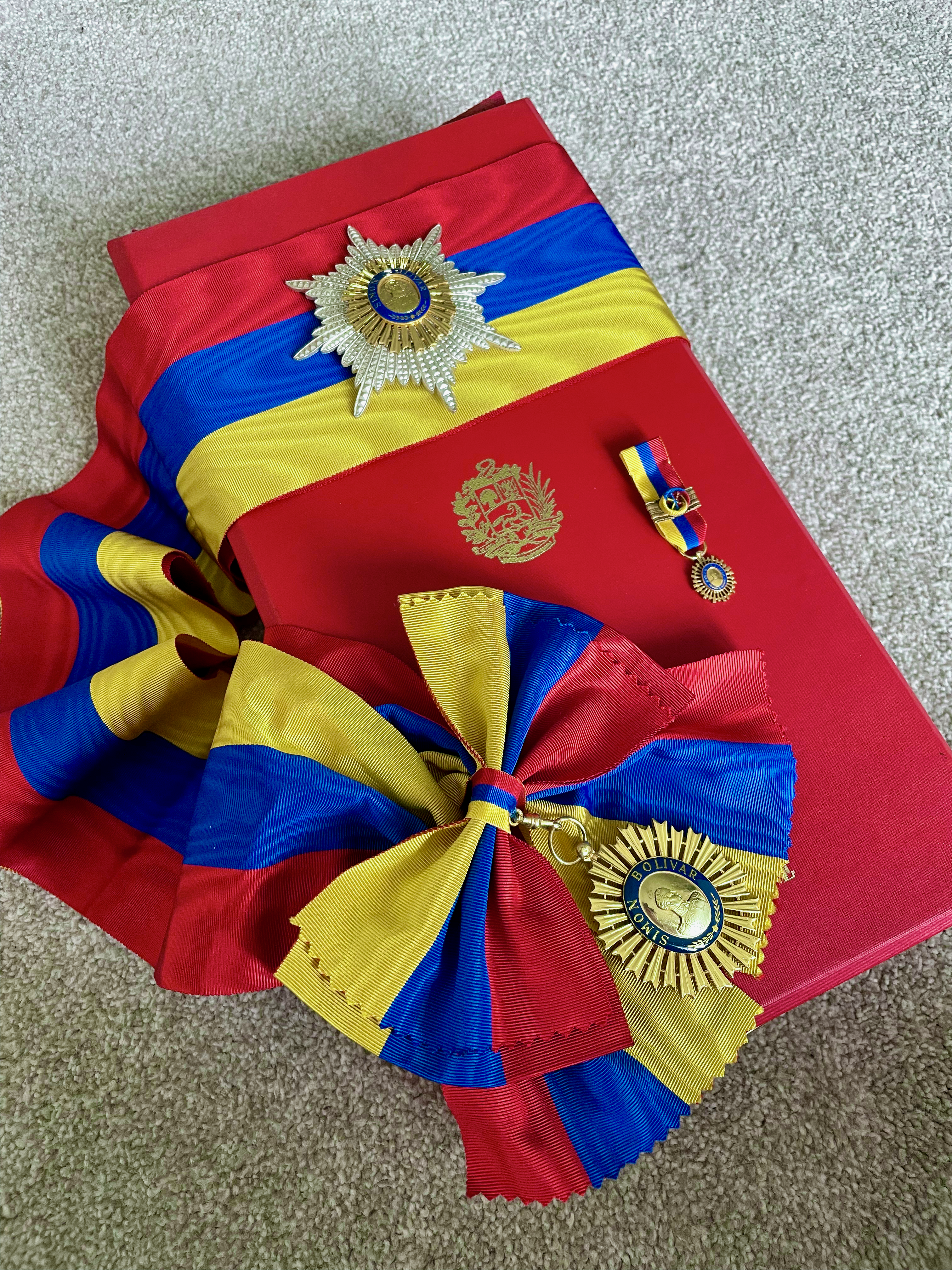
Sada insignií ve třídě velkokříže

## Třídy
Řád byl udílen v pěti řádných třídách a v jedné speciální třídě:
- velký řetěz (Gran Collar) – Tato třída je vyhrazena pouze zahraničním hlavám států.
- velkokříž (Gran Cordón)
- velkodůstojník (Gran Oficial)
- komtur (Comendador)
- důstojník (Oficial)
- rytíř (Caballero)

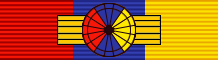
řetěz
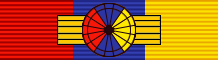
velkokříž
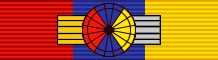
velkodůstojník
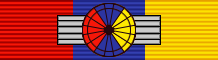
komtur
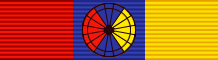
důstojník
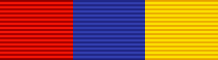
rytíř